# Orgelbau Wiedenmann
Orgelbau Wiedenmann ist eine oberschwäbische Orgelbaufirma mit Sitz in Oberessendorf, einem Teilort der Gemeinde Eberhardzell im Landkreis Biberach.

## Geschichte
Die Orgelbaufirma wurde 1979 von Eduard Wiedenmann (* 6. November 1953 in Eberhardzell) in einer kleinen Werkstatt am Ortsrand von Oberessendorf gegründet. Wiedenmann hatte den Beruf bei Reiser Orgelbau erlernt, war ab 1974 bei Winfried Albiez in Lindau tätig und legte 1977 die Prüfung als Orgelbaumeister ab. Seine erste neue Orgel mit 20 Registern (Opus 1) baute er 1981 für die Kirche in Bellamont. Nach Folgeaufträgen wurde ein erster Mitarbeiter eingestellt und eine größere Werkstatt in der Ortsmitte von Oberessendorf bezogen. Im Jahr 1995 waren neun Mitarbeiter beschäftigt und 25 Orgeln erbaut worden.
In mehr als vier Jahrzehnten wurden über 50 Orgeln neu gebaut und zahlreiche Restaurationsaufträge ausgeführt. Inzwischen sind auch beide Söhne Wiedenmanns als Orgelbau- und Schreinermeister im Betrieb tätig. Eduard Wiedenmann ist Mitglied im Bund Deutscher Orgelbaumeister.

## Werkliste (Auswahl)
| Jahr | Ort                | Gebäude                        | Bild | Manuale | Register | Bemerkungen |
| ---- | ------------------ | ------------------------------ | ---- | ------- | -------- | --- |
| 1981 | Bellamont          | St. Blasius                    |      | II/P    | 20       | Einbau in das vorhandene barocke Gehäuse. Das Instrument hat 1338 Pfeifen, davon 110 Holzpfeifen; weitere Informationen zur Orgel |
| 1985 | Unterankenreute    | Mariä Himmelfahrt              |      | II/P    | 18       | Schleifladen mit mechanischer Spiel- und Registertraktur                                                                          |
| 1986 | Stuttgart          | Musikhochschule                |      | III/P   | 15       | in der Orgelsammlung der Musikhochschule                                                                                          |
| 1988 | Calw-Heumaden      | Heilig-Kreuz-Kirche            |      | II/P    | 28       | Informationen zur Orgel |
| 1990 | Weingarten         | Heilig-Geist-Kirche            |      | II/P    | 24       | Schleifladen mit mechanischer Spiel- und Registertraktur                                                                          |
| 1993 | Herbertingen       | St. Oswald                     |      | II/P    | 29       | Informationen zur Orgel |
| 1993 | Pfullingen         | St. Wolfgang                   |      | II/P    | 24       | Informationen zur Orgel |
| 1994 | Löchgau            | Albertus Magnus                |      | II/P    | 14       | Informationen zur Orgel |
| 1995 | Ermingen           | St. Pankratius                 |      | II/P    | 17       | Informationen zur Orgel |
| 1995 | Gärtringen         | St. Michael                    |      | II/P    | 24       | 1580 Pfeifen aus Zinn-Blei-Legierungen und aus Holz; weitere Informationen zur Orgel                                              |
| 1997 | Darmsheim          | St. Stephanus                  |      | II/P    | 14       | Informationen zur Orgel |
| 2000 | Heiningen          | St. Thilo                      |      | II/P    | 17       | Informationen zur Orgel |
| 2000 | Schmiechen         | St. Vitus                      |      | II/P    | 16       | Informationen zur Orgel |
| 2001 | Jungingen          | St. Josef                      |      | II/P    | 21       | Informationen zur Orgel |
| 2001 | Haisterkirch       | St. Johannes Baptist           |      | III/P   | 22       | I. Manual als Koppelmanual, weitere Informationen zur Orgel                                                                       |
| 2003 | Waldenbuch         | St. Martinus                   |      | II/P    | 14       | Informationen zur Orgel |
| 2004 | Fronrot            | St. Maria                      |      | II/P    | 11       | Informationen zur Orgel |
| 2005 | Rottweil-Bühlingen | St. Silvester                  |      | II/P    | 16       | Informationen zur Orgel |
| 2006 | Ravensburg         | Bruderhaus Haus der Altenhilfe |      | I/P     | 6        | → Orgel |
| 2008 | Neusaß             | Wallfahrtskapelle              |      | II/P    | 12       | Informationen zur Orgel |
| 2012 | Ditzingen          | Neuapostolische Kirche         |      | II/P    | 10 (11)  | → Orgel |
| 2018 | Salach             | St. Margaretha                 |      | II/P    | 30       | Orgelweihe am 11. November 2018                                                                                                   |
| 2019 | Baindt             | St. Johannes Baptist           |      | II/P    | 32       | Informationen zur Orgel |
| 2023 | Ulm                | St. Klara                      |      | II/P    | 7(8)     | 1 Register vorbereitet → Orgel |